# Škofija Calgary
Škofija Calgary je rimskokatoliška škofija s sedežem v Calgaryju (Kanada).

## Geografija
Škofija zajame področje 110.500 km² s 1.685.000 prebivalci, od katerih je 526.000 rimokatoličanov (31,2 % vsega prebivalstva).
Škofija se nadalje deli na 68 župnij.

## Škofje
- John Thomas McNally (4. april 1913–12. avgust 1924)
- John Thomas Kidd (6. februar 1925–3. julij 1931)
- Peter Joseph Monahan (10. junij 1932–26. junij 1935)
- Francis Patrick Carroll (19. december 1935–28. december 1966)
- Francis Joseph Klein (25. februar 1967–3. februar 1968)
- Paul John O'Byrne (20. junij 1968–19. januar 1998)
- Frederick Bernard Henry (19. januar 1998]]–4. januar 2017)
- William Terrence McGrattan (4. januar 2017–danes)